# Cadel Evans
Cadel Evans (født 14. februar 1977 i Katherine) er en australsk tidligere cykelrytter og vinder af Tour de France i 2011.
Evans begyndte cykelkarrieren indenfor mountainbikecykling. Han fik blandt andet to VM-medaljer i U23-klassen. Under OL 2000 i Sydney kom han på syvende plads i mountainbike.
I 2001 gik han over til landevejscykling, og cyklede for holdet Saeco. I 2002 gik han til Mapei, og i 2003 og 2004 kørte han for T-Mobile Team (tidligere Team Telekom). Årene på T-Mobile blev i lighed med Paolo Savoldelli, præget af styrt og skader. Fra og med sæsonen 2005 kørte han for det belgiske hold Silence-Lotto (tidligere Davitamon-Lotto og Predictor-Lotto), indtil han sidst i 2009 – efter at være blevet verdensmester i landevejscykling – overraskende underskrev en tre-årig aftale med BMC Racing Team.
Den første gang han udmærkede sig i store etapeløb var under Giro d'Italia i 2002. Dette år tog han førertrøjen helt mod slutningen af løbet, og havde gode muligheder for at vinde. På den næste bjergetape sprak han imidlertid. Mod slutningen af etapen kom han sig knapt opover, selv om fortvivlede hjælperyttere gjorde alt de kunne for at hjælpe ham. Evans tabte godt over 10 minutter til de andre i toppen af ranglisten og endte til slut på 14. plads sammenlagt.
I sit første Tour de France i 2005, endte han op på en ottende plads sammenlagt. Året efter gik det endnu bedre og han blev nummer fire. Før 2007-udgaven var han blandt favoritterne og endte op på andenpladsen, kun 23 sekunder efter Alberto Contador. I Vuelta a España samme år blev han nummer fire, og sammen med flere andre topplaceringer sikrede dette ham sejren i ProTouren med 247 point. Cadel Evans var i Tour de France 2010 en dag i gult efter 8. etape, men mistede den igen tirsdag den 13. juli 2010 til Andy Schleck.
Den 27. september 2009 blev han verdensmester i linieløb, efter at han havde kørt alene på den sidste rundtur i Mendrisio, Schweiz.
På 20. etape den 23. juli 2011 efter en fremragende enkelstart af Cadel Evans, lykkedes det ham at køre sig i den gule trøje i Tour de France 2011. På et efterfølgende pressemøde, brød han sammen i gråd og kaldte sejren for den største i karrieren. Det lykkedes ham efterfølgende at forsvare den gule trøje på sidste etape og blive den første australske vinder af løbet nogensinde – faktisk den første fra den sydlige halvkugle overhovedet til at vinde Touren.

## Grand Tour-resultater
| Cadel Evans: Grand Tour-resultater | Cadel Evans: Grand Tour-resultater | Cadel Evans: Grand Tour-resultater | Cadel Evans: Grand Tour-resultater | Cadel Evans: Grand Tour-resultater | Cadel Evans: Grand Tour-resultater | Cadel Evans: Grand Tour-resultater | Cadel Evans: Grand Tour-resultater | Cadel Evans: Grand Tour-resultater |
| ---------------------------------- | ---------------------------------- | ---------------------------------- | ---------------------------------- | ---------------------------------- | ---------------------------------- | ---------------------------------- | ---------------------------------- | ---------------------------------- |
|                                    | 2005                               | 2006                               | 2007                               | 2008                               | 2009                               | 2010                               | 2011                               | 2012                               |
| Giro d'Italia                      |                                    |                                    |                                    |                                    |                                    |                                    |                                    |                                    |
| Sammenlagt                         | -                                  | -                                  | -                                  | -                                  | -                                  | 5                                  |                                    | {{{SamletGdI12}}}                  |
| Bjergkonkurrencen                  | -                                  | -                                  | -                                  | -                                  | -                                  | -                                  |                                    | {{{BjergGdI12}}}                   |
| Pointkonkurrencen                  | -                                  | -                                  | -                                  | -                                  | -                                  | -                                  |                                    | {{{PointGdI12}}}                   |
| Ungdomskonkurrencen                | -                                  | -                                  | -                                  | -                                  | -                                  | -                                  |                                    | {{{UngGdI12}}}                     |
| Etapesejre                         | -                                  | -                                  | -                                  | -                                  | -                                  | 1                                  |                                    | {{{EtapGdI12}}}                    |
| Tour de France                     |                                    |                                    |                                    |                                    |                                    |                                    |                                    |                                    |
| Sammenlagt                         | 8                                  | 4                                  | 2                                  | 2                                  | 30                                 | 26                                 | 1                                  | {{{SamletTdF12}}}                  |
| Bjergkonkurrencen                  | -                                  | -                                  |                                    | -                                  | -                                  | -                                  | -                                  | {{{BjergTdF12}}}                   |
| Pointkonkurrencen                  | -                                  | -                                  |                                    | -                                  | -                                  | -                                  | -                                  | {{{PointTdF12}}}                   |
| Ungdomskonkurrencen                | -                                  | -                                  |                                    | -                                  | -                                  | -                                  | -                                  | {{{UngTdF12}}}                     |
| Etapesejre                         | -                                  | -                                  | 0                                  | -                                  | -                                  | -                                  | 1                                  | {{{EtapTdF12}}}                    |
| Vuelta a España                    |                                    |                                    |                                    |                                    |                                    |                                    |                                    |                                    |
| / Sammenlagt                       | -                                  | -                                  | 4                                  | -                                  | 3                                  | -                                  |                                    | {{{SamletVaE12}}}                  |
| / Bjergkonkurrencen                | -                                  | -                                  | -                                  | -                                  | -                                  | -                                  |                                    | {{{BjergVaE12}}}                   |
| / Pointkonkurrencen                | -                                  | -                                  | -                                  | -                                  | -                                  | -                                  |                                    | {{{PointVaE12}}}                   |
| Kombinationskonkurrencen           | -                                  | -                                  | -                                  | -                                  | -                                  | -                                  |                                    | {{{KombVaE12}}}                    |
| Etapesejre                         | -                                  | -                                  | -                                  | -                                  | -                                  | -                                  |                                    | {{{EtapVaE12}}}                    |